# Writing on the Wall
«Writing on the Wall» — песня американских рэперов French Montana, Post Malone, Карди Би и ямайского продюсера и певца Rvssian, которая была выпущена как лид-сингл с третьего студийного альбома альбома первого — Montana.

## Чарты
| Чарт (2019)                                | Пиковая позиция |
| ------------------------------------------ | --------------- |
| Австралия (ARIA)                           | 43              |
| Бельгия/Фландрия (Ultratip Bubbling Under) | 46              |
| Канада (Billboard Canadian Hot 100)        | 18              |
| Чехия (Singles Digitál Top 100)            | 80              |
| Греция (IFPI)                              | 21              |
| Венгрия (Single Top 40)                    | 5               |
| Венгрия (Stream Top 40)                    | 33              |
| Ирландия (IRMA)                            | 42              |
| Литва (AGATA)                              | 30              |
| Новая Зеландия (RMNZ Hot Singles)          | 4               |
| Норвегия (VG-lista)                        | 19              |
| Португалия (AFP)                           | 85              |
| Шотландия (OCC Scotland)                   | 71              |
| Словакия (Singles Digitál Top 100)         | 40              |
| Швеция (Sverigetopplistan)                 | 40              |
| Швейцария (Schweizer Hitparade)            | 54              |
| Великобритания (OCC UK Singles)            | 44              |
| Великобритания (OCC UK Hip Hop/R&B)        | 30              |
| США (Billboard Hot 100)                    | 56              |
| США (Billboard Hot R&B/Hip-Hop Songs)      | 33              |
| США (Billboard Pop Airplay)                | 29              |
| США (Billboard Rhythmic)                   | 14              |
| США (Rolling Stone Top 100)                | 45              |

## Сертификации и продажи
| Регион | Сертификация | Продажи |
| --- | ------------ | ------- |
| Канада (Music Canada) | Золотой      | 40 000  |
| США (RIAA) | Золотой      | 500 000 |
| * Данные о продажах приведены только на основе сертификации. · ^ Данные о тиражах приведены только на основе сертификации. · Данные о продажах + прослушиваниях приведены только на основе сертификации. |              |         |